# Raion de Nisporeni
Le raion de Nisporeni est un raion de la république de Moldavie, dont le chef-lieu est Nisporeni. En 2014, sa population était de 53 154 habitants.

## Démographie
| Groupe ethnique      | %    |
| -------------------- | ---- |
| Moldaves et Roumains | 98,4 |
| Roms                 | 0,8  |
| Russes               | 0,3  |
| Ukrainiens           | 0,2  |
| Autres               | 0,1  |

## Économie
21 956 entreprises sont implantées dans le raïon.

## Religions
- 99,4 % de la population du raïon est chrétienne, dont une grande partie sont orthodoxes.
- 0,6 % de la population est athée ou sans religion.